# Carlos G. Vallés
Compléments
Carlos González Vallés, né le 4 novembre 1925 à Logroño (Espagne) et décédé le 9 novembre 2020 à Madrid, était un prêtre jésuite espagnol, missionnaire au Gujarat (Inde) et professeur de mathématiques. Écrivain en langue gujaratie il reçut plusieurs prix littéraires.  

## Biographie
Carlos Vallés est né le 4 novembre 1925 à Logroño, en Espagne. Son père, ingénieur, meurt alors qu’il n’a que dix ans.  Six mois plus tard, lorsque la guerre civile espagnole éclate, sa mère, son frère et lui-même partent vivre auprès d’une tante maternelle, laissant tout derrière eux. Avec son frère il fait ses études dans un collège jésuite. à l’âge de quinze ans le jeune Carlos entre au noviciat des Jésuites d'Espane et, une petite dizaine d’années plus, il part comme missionnaire en Inde (1949) qui vient d'accéder à l'indépendance. 
En Inde, Vallés fréquente l’Université de Madras (Chennai) et y obtient une maîtrise en mathématiques avec mention ‘très bien’ en 1953. Il y acquiert également une bonne connaissance de l’anglais pour compléter ses études. Plus tard, il se met à l’étude de la langue gujarati car on lui a demandé d’enseigner les mathématiques au collège universitaire Saint-Xavier récemment fondé (1955) à Ahmedabad, capitale de l’état du Gujarat, dans la partie occidentale de l’Inde. Il passe encore deux années à l’étude de la langue gujarati et en pratique l’écriture pendant ses quatre années d’études théologiques au De Nobili College de Pune. Il est ordonné prêtre le 24 avril 1958. 
En 1960 le père Vallés commence son enseignement des mathématiques  au collège universitaire Saint-Xavier, à Ahmedabad. L’enseignement est en anglais mais, pour la facilité de ses étudiants, et avec le soutien de l’université, il commence à former des concepts mathématiques en gujarati : de nouveaux mots sont créés...  Il  lance la première revue de mathématiques en langue indienne –‘Suganitam’ - et y contribue régulièrement. Pour l’encyclopédie en langue gujarati ‘Gnanganga’ il écrit les articles concernant les mathématiques. 
En 1960 le père Valles publie son premier livre en gujarati – Sadachar – à frais d’auteurs, aucun éditeur ne l’acceptant. Le livre est un succès de librairie cependant. On l’invite à écrire dans la presse mensuelle (Kumar) puis dans l’édition dominicale du grand quotidien gujarati : ‘Gujarat Samachar’.  Il y tient une colonne intitulée Navi Pedhine (‘À la génération qui vient’) ; son style, proche de la conversation, est inédit en gujarati et il obtient un franc succès.   Ses articles sont rassemblés pour être publiés sous forme de livre.   
A un moment de sa carrière professorale il décide de quitter le confort de sa résidence universitaire pour loger comme hôte de familles aux revenus modestes, pour mieux en comprendre le style de vie et problèmes de vie quotidienne.  Il vécut ainsi durant dix ans.   
En 1990, à l’âge de 75 ans, le père Vallés met fin à sa carrière universitaire et retourne dans son pays natal, l’Espagne. Installé à Madrid où il accompagne sa mère qui vivra jusque 101 ans, il continue à écrire en gujarati, anglais et espagnol. Disciple de Tony de Melo dont il suivit les cours ses écrits - en anglais et espagnol - se tournent de plus en plus vers la vie spirituelle et l’art de vivre.   
Le père Carlos G. Vallés meurt à Madrid le 9 novembre 2020. Il avait 95 ans. 

## Écrits
Le père Vallés est un écrivain prolifique. Il compte 75 livres en langue gujaratie à son crédit, y compris 12 livres de mathématiques et d'autres manuels scolaires pour les sciences. 24 livres en anglais et 4 en espagnol.  Ses œuvres sont traduites en plusieurs langues européennes. Il a également été traduit en chinois.   
Ses oeuvres principales en anglais sont :
- Gandhi: Alternative to Violence
- Nine Nights in India
- Life with honour
- Leader of leaders
- Teacher to a nation
- Himalayan Blunder
- Cult of excellence
- Two Countries, One Life
- Unencumbered by baggage (Tony De Mello)
- Mastering Sadhana

## Reconnaissance publique
- Vallés reçut cinq prix littéraires du gouvernement du Gujarat: Il reçoit le 'Kumar Chandrak' en 1966 et le 'Ranjitram Suvarna Chandrak' – le plus prestigieux prix de littérature gujarati - en 1978 (premier étranger à recevoir ce prix).  Également un prix pour avoir contribué à la connaissance de la culture et du people gujarati : le Acharya Kakasaheb Kalelkar Award en 1995. Enfin le ‘Ramakrishna Jaidalal Harmony Award’ en 1997.
- En 2021, Vallés reçoit à titre posthume le Padma Shri, la quatrième plus haute décoration civile de l’Inde pour sa contribution dans les domaines de l’éducation et de la littérature.

## Note
1. ↑  Le le père Vallés raconte son expérience avec Tony de Mello dans Unencumbered by Baggage: An Intimate Biography of Anthony De Mello, Anand, Gujarat Sahitya Prakash, 2003, 192pp